# ママ・キリャ
ママ・キリャ（Mama Killa、ケチュア語「mama」母、「killa」月、「母の月」）は、インカの神話と宗教における3番目に重要な存在で、月の女神。 彼女はインティの姉かつ妻で、ビラコチャの娘で、マンコ・カパックとママ・オクリョの母親であり、神話の中におけるインカ帝国とインカ文化の創設者である。 彼女は結婚と月経の女神であり、女性の守護者と見なされてきた。 ママ・キリャはインカの暦でも重要である。 
ママ・キリャの神話では、彼女が銀の涙を流したことと、動物に襲われた時に月食が起こったことが語られている。ママ・キリャは美しい女性の形でイメージされ、彼女の神殿は巫女によって奉仕されていた。 

## 象徴と神殿
ママ・キリャはクスコの神殿で祀られており、そこでは巫女が仕えていた。ママ・キリャは人間の女性として想像され、銀の円盤で覆われた姿と考えられた。